# Michel Vergès
Pour les articles homonymes, voir Vergès.
Daniel Vigneux, né le 22 décembre 1898 à Nouméa et mort le 4 octobre 1964 à Dumbéa, est un notaire, militaire et résistant français, Compagnon de la Libération. 

## Biographie

### Jeunesse et engagement
Fils d'un propriétaire terrien, Michel Vergès naît le 22 décembre 1898 à Nouméa, en Nouvelle-Calédonie. En 1917, alors qu'il a débuté des études de droit dans sa ville natale, il décide de devancer son service militaire et s'engage dans l'armée afin d'aller combattre en métropole. Affecté à la 1re compagnie d'infanterie coloniale de la Nouvelle-Calédonie, il embarque sur le navire de transport de troupes Mooltan qui est torpillé au cours du trajet vers la France le 26 juillet 1917 au large de Malte. Rescapé du naufrage, Michel Vergès parvient finalement à Marseille où il rejoint les rangs du bataillon mixte du Pacifique. Envoyé sur le front avec son unité, il opère comme agent de liaison et est promu caporal en octobre 1918. De retour à Nouméa en juillet 1919, il n'est cependant démobilisé qu'en mai 1920 et reprends alors ses études de droit. Clerc de notaire à partir de 1921, il effectue un séjour en France en 1923 pour obtenir une licence de droit puis, de retour en Nouvelle-Calédonie en 1927, exerce comme notaire, d'abord intérimaire puis titulaire après avoir fondé sa propre étude en 1930.

### Seconde Guerre mondiale
Après la bataille de France, Michel vergès rejette les conditions de l'armistice du 22 juin 1940. Membre du conseil général de Nouvelle-Calédonie, il rédige et fait approuver par le conseil un manifeste portant son nom et demandant la création d'une assemblée prônant la poursuite de la guerre aux côtés des alliés. Bien qu'une grande partie de la population et des autorités locales aille dans le même sens, leur action ne se concrétise pas dans l'immédiat, les autorités de Vichy ayant repris la main sur le territoire. Membre d'un "Comité de Gaulle" au côté de Raymond Pognon, Georges Dubois, Georges Baudoux et Marcel Kollen, Michel Vergès propose en septembre 1940 un référendum qui est refusé par le colonel Denis, nouveau gouverneur de l'île et fidèle du maréchal Pétain,. Le 19 septembre le "comité de Gaulle", largement soutenu par la population et le conseil général, organise un immense rassemblement populaire pour accueillir le gouverneur Henri Sautot, envoyé par le général de Gaulle,. Rassemblés sur le port, Vergès et ses compagnons sont confrontés aux troupes de Vichy. Michel Vergès et Raymond Pognon sont arrêtés par Raymond Perraud mais rapidement relachés, ce dernier (qui deviendra lui-même Compagnon de la Libération) décidant lui-aussi de rejoindre la France libre. La population accompagne alors Henri Sautot vers le palais du gouverneur, permettant ainsi l'arrestation du colonel Denis et le ralliement de la Nouvelle-Calédonie à la France libre sans effusion de sang,.
Engagé dans les forces françaises libres comme adjudant au sein de l'infanterie coloniale en février 1941, Michel vergès n'est cependant pas envoyé sur les théâtres d'opérations d'Afrique et du Levant. Nommé à la tête du comité de la France libre en Nouvelle-Calédonie, il se trouve souvent en désaccord avec le gouverneur Sautot. Promu sous-lieutenant en janvier 1942, il passe sous les ordres de l'amiral Thierry d'Argenlieu, Haut-commissaire de la France libre pour le Pacifique et prend le commandement du corps-franc de cavalerie de Nouvelle-Calédonie avec pour mission d'organiser la défense face à une éventuelle invasion japonaise.

### Après-Guerre
Définitivement installé sur son île natale après le conflit, il continue durant tout le reste de sa vie d'y exercer son métier de notaire.
Michel Vergès meurt le 4 octobre 1964 à Dumbéa où il est inhumé.

## Décorations
|  |  |  |  |  |  |
|  |  |  |  |  |  |
|  |  |  |  |  |  |
|  |  |  |  |  |  |

| Chevalier de l'Ordre de la Légion d'Honneur   | Chevalier de l'Ordre de la Légion d'Honneur   | Chevalier de l'Ordre de la Légion d'Honneur   | Compagnon de la Libération Par décret du 11 février 1942 | Compagnon de la Libération Par décret du 11 février 1942 | Compagnon de la Libération Par décret du 11 février 1942 | Médaille militaire                                            | Médaille militaire                                            | Médaille militaire                                            |                                                         |
| Croix de guerre 1914-1918                     | Croix de guerre 1914-1918                     | Croix de guerre 1914-1918                     | Croix du combattant volontaire 1914-1918                 | Croix du combattant volontaire 1914-1918                 | Croix du combattant volontaire 1914-1918                 | Croix du combattant volontaire Avec agrafe "Guerre 1939-1945" | Croix du combattant volontaire Avec agrafe "Guerre 1939-1945" | Croix du combattant volontaire Avec agrafe "Guerre 1939-1945" |                                                         |
| Croix du combattant                           | Croix du combattant                           | Croix du combattant                           | Médaille coloniale                                       | Médaille coloniale                                       | Médaille coloniale                                       | Médaille interalliée 1914-1918                                | Médaille interalliée 1914-1918                                | Médaille interalliée 1914-1918                                |                                                         |
| Médaille commémorative de la guerre 1914-1918 | Médaille commémorative de la guerre 1914-1918 | Médaille commémorative de la guerre 1914-1918 | Médaille commémorative de la guerre 1914-1918            | Médaille commémorative de la guerre 1914-1918            | Médaille commémorative française de la guerre 1939-1945  | Médaille commémorative française de la guerre 1939-1945       | Médaille commémorative française de la guerre 1939-1945       | Médaille commémorative française de la guerre 1939-1945       | Médaille commémorative française de la guerre 1939-1945 |